# Amt Plau am See
Amt Plau am See – niemiecki związek gmin leżący w kraju związkowym Meklemburgia-Pomorze Przednie, w powiecie Ludwigslust-Parchim. Siedziba związku znajduje się w miejscowości Plau am See.
W skład związku wchodzą trzy gminy:
1. Barkhagen
2. Ganzlin
3. Plau am See